# Medaş Konya Büyükşehir Stadyumu

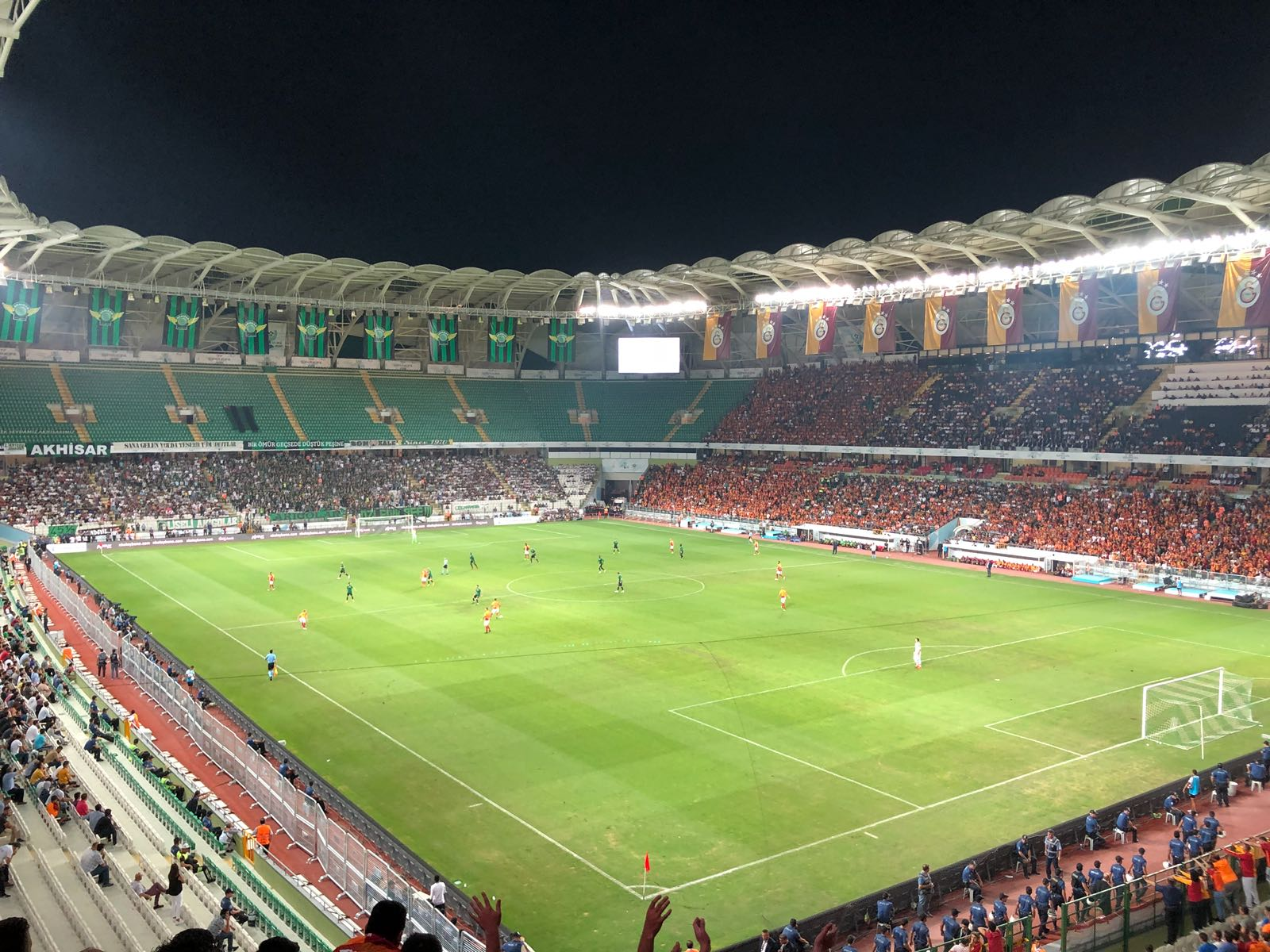
Innenansicht des Konya Büyükşehir Belediye Stadyumu beim TFF Süper Kupa 2018 am 5. August zwischen Akhisarspor und Galatasaray Istanbul (1:1 n. V. 5:4 i. E.)

Das Konya Büyükşehir Belediye Stadyumu (auch Konya Büyükşehir Belediye Stadı, durch Namenssponsoring offiziell Medaş Konya Büyükşehir Stadyumu) ist ein Fußballstadion in der türkischen Stadt Selçuklu in der Provinz Konya, Zentralanatolien. Das Stadion liegt rund zehn Kilometer nördlich der Stadt Konya. Es ist die im September 2014 eingeweihte Heimspielstätte von Konyaspor und löste das alte Konya Atatürk Stadı von 1950 ab. Die Fußballarena bietet auf ihren Rängen 41.981 überdachte Sitzplätze.

## Geschichte
Die ersten Entwürfe für das Stadion wurden im Jahr 2006 vorgelegt; ein Stadion mit 35.000 Plätzen mit einem Hotel und Einzelhandelsgeschäften. Der Neubau sollte auf dem Grund des alten Konya Atatürk Stadı, welches in der Stadt liegt, entstehen. Dies änderte sich durch ein landesweites Sport-Infrastruktur-Programm, demnach neue Stadiongroßprojekte außerhalb von Stadtzentren errichtet werden sollen. Ein neuer Standort für das Bauprojekt wurde am nördlichen Stadtrand in Selçuklu gefunden. Die Türkei bewarb sich um die Fußball-Europameisterschaft 2016 und das neue Stadion in Konya war als einer der Spielorte vorgesehen, doch im entscheidenden Wahlgang am 28. Mai 2010 unterlag die Türkei Frankreich knapp mit 6:7 Stimmen.
Am 17. Oktober 2012 wurde im Beisein von, unter anderem Suat Kılıç, dem damaligen Minister für Jugend und Sport und dem früheren Außenminister Ahmet Davutoğlu, offiziell der Grundstein für die neue sportliche Heimat von Konyaspor gelegt. Ende 2012 ging das ausführende Bauunternehmen Gintaş İnşaat A.Ş. in den Bankrott und die Arbeiten mussten zwischenzeitlich gestoppt werden.
Nach knapp zwei Jahren wurde der 146,45 Mio. Türkische Lira teure Bau fertiggestellt. Das Stadion erfüllt die Anforderungen des Fußballverbandes UEFA. Am und im Stadion herrschen die Vereinsfarben Grün und Weiß vor. Die Fassade des Konya Büyükşehir Belediye Stadyumu besteht aus einem Stahlgerüst auf das dreieckige Aluminium-Verbundplatten als Polyeder montiert sind. Die überwiegende weiße Außenhaut wechselt sich mit vereinzelten, grünen Dreiecken ab. Der Dachbereich ist mit einer transluzenten Membran bespannt, die eine bessere Sonneneinstrahlung für den natürlichen Spielfeldrasen ermöglicht.
Die doppelstöckigen umlaufenden Tribünen sind mit Kunststoffsitzen in Grün (Oberrang) und in Weiß (Unterrang) ausgestattet. Die 55 V.I.P.-Logen bieten insgesamt 920 Plätze. Für die rollstuhlfahrenden Besucher stehen 200 Plätze zur Verfügung. Das Spielfeld ist mit einer Rasenheizung unterlegt. Zur Ausstattung der Sportstätte gehören des Weiteren Restaurants, Lounges, Büros und Einkaufsmöglichkeiten. Unter dem Stadion stehen 500 Parkplätze bereit. Noch einmal 3.000 befinden sich ringsum das Stadion.
Am 13. September 2014 konnte die Einweihung begangen werden. Konyaspor konnte im Eröffnungsspiel gegen Balıkesirspor (2:0) einen Sieg in der Süper-Lig-Partie erringen. Das erste Tor im Konya Büyükşehir Belediye Stadyumu erzielte der Rumäne Gabriel Torje in der 29. Minute. Aufgrund der neu eingeführten, elektronischen Eintrittskarte Passolig mit landesweiten Protesten und Boykott war das Stadion nur halb gefüllt.
Das Stadion war am 13. August 2016 Schauplatz des Spiels um den türkischen Fußball-Supercup. In der Partie standen sich der Meister Beşiktaş Istanbul und der Pokalsieger Galatasaray Istanbul gegenüber. Nach 90 Minuten stand es 1:1-Unentschieden und die folgende Verlängerung blieb torlos. Das Elfmeterschießen musste die Entscheidung bringen. Während Galatasaray seine Strafstöße verwandelte, vergaben die Spieler von Beşiktaş drei Elfmeter und verloren mit 0:3.
Seit 2020 trägt das Stadion den Sponsorennamen Medaş Konya Büyükşehir Belediye Stadyumu, nach dem Elektrizitätsversorgungsunternehmen Meram Elektrik Dağıtım A.Ş. (MEDAŞ).
2021 wurde das Stadion für die Eröffnungs- und Schlussfeier sowie Fußballspiele der Islamic Solidarity Games genutzt.

## Länderspiele
Die türkische Fußballnationalmannschaft der Männer trat sieben Mal im Konya Büyükşehir Belediye Stadyumu zu Länderspielen an (Stand: 8. Oktober 2023):
- 03. Sep. 2015:  Türkei –  Lettland 1:1 (Qualifikation zur EM 2016)
- 06. Sep. 2015:  Türkei –  Niederlande 3:0 (Qualifikation zur EM 2016)
- 13. Okt. 2015:  Türkei –  Island 1:0 (Qualifikation zur EM 2016)
- 06. Okt. 2016:  Türkei –  Ukraine 0:2 (Qualifikation zur WM 2018)
- 17. Nov. 2018:  Türkei –  Schweden 0:1 (UEFA Nations League 2018/19)
- 08. Juni 2019:  Türkei –  Frankreich 2:0 (Qualifikation zur EM 2021)
- 29. Mär. 2022:  Türkei –  Italien 2:3 (Freundschaftsspiel)